# Finmo
Finmo är enligt äldre svensk terminologi (Atterbergskalan) en jordart som har en partikelstorlek mellan 0,02 och 0,06 mm diameter. Med nyare terminologi kallas denna fraktion för grovsilt.
Finmo ingick tillsammans med grovmo (0,06-0,2 mm) i fraktionen mo (0,02-0,2 mm). Till skillnad från grovmo karakteriseras finmo av god kapilaritet och låg kohesion vid vattenmättnad. Finmo blir därför en flytjord. Dessa skillnader avspeglas i nyare terminologi där finmo (grovsilt) är en underindelning av silt (tillsammans med de jordar som tidigare kallades mjäla) medan grovmo är en underindelning av sand under beteckningen finsand. 